# 31490 Swapnavdeka
31490 Swapnavdeka è un asteroide della fascia principale. Scoperto nel 1999, presenta un'orbita caratterizzata da un semiasse maggiore pari a 2,4558325 UA e da un'eccentricità di 0,1410757, inclinata di 5,54788° rispetto all'eclittica.